# Riley Keough
Danielle Riley Keough (Santa Monica, 29 mei 1989) is een Amerikaanse actrice. Ze is de dochter van Lisa Marie Presley en kleindochter van Elvis Presley.

## Biografie
Riley Keough werd in 1989 in Santa Monica geboren als de dochter van singer-songwriter Lisa Marie Presley en muzikant Danny Keough. Ze is de oudste kleindochter van zanger en acteur Elvis Presley.
Sinds 2010 acteert ze in films. Ze maakte haar debuut in The Runaways (2010) van regisseuse Floria Sigismondi. In de daaropvolgende jaren werkte ze regelmatig samen met regisseur Steven Soderbergh. Zo was te zien in diens films Magic Mike (2012) en Logan Lucky (2017) en de miniserie The Girlfriend Experience (2016).
In 2013 speelde Keough ook een rol in de videoclip van het Justin Timberlake-nummer "TKO".
Keough werkte ook mee aan de actiefilm Mad Max: Fury Road (2015). Tijdens de opnames leerde ze stuntman Ben Smith-Petersen kennen, met wie ze in februari 2015 huwde.
In 2019 werd bekend dat Keough de rol van Daisy Jones in de Amazon-serie Daisy Jones & the Six (2023) ging spelen. De serie kwam uit samen met het album Aurora dat door de fictionele band Daisy Jones & the Six is opgenomen. Hierop zingt ze samen met Sam Claflin de lead vocals.